# Шахтёрка

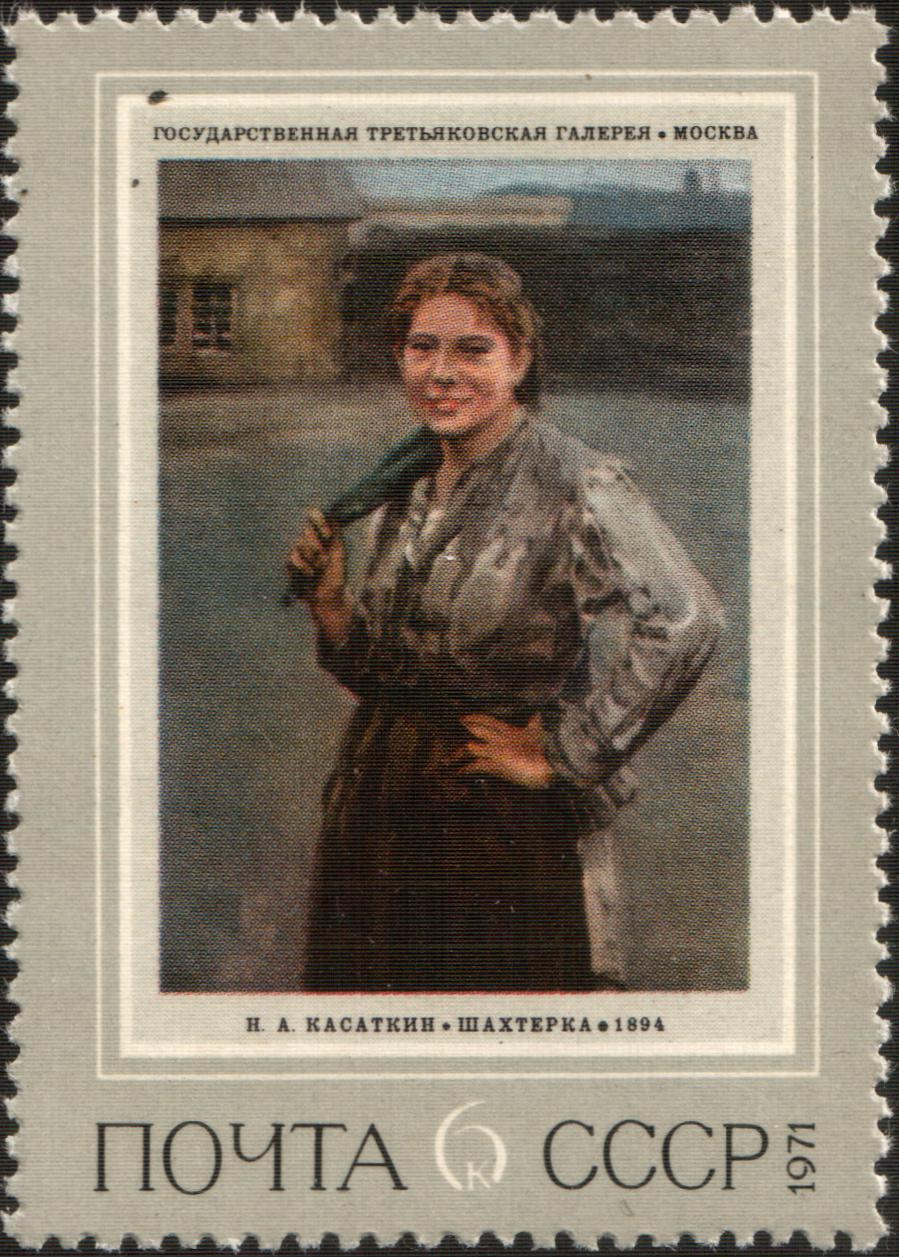

«Шахтёрка» — картина русского художника-передвижника Николая Алексеевича Касаткина, написанная в 1894 году.
Особый интерес вызывала у Касаткина жизнь шахтёров. В 1892 году он впервые посетил Донецкий угольный бассейн и потом в течение нескольких лет ежегодно возвращался туда. По впечатлениям от поездок он создал знаменитую серию картин о шахтёрах, куда кроме «Шахтёрки» входят картины «Углекопы. Смена» (1895), «Кузница» (1897), «Бедные женщины, собирающие уголь в отбросах» и другие. Шахтёры сначала недоверчиво отнеслись к Касаткину. Они подозревали в нём царского сыщика и намеревались даже сбросить его в шахту, но потом подружились с ним и даже снимались на одной фотографии.
Картина «Шахтёрка» представляет собой этюд небольшого формата, написанный с натуры. В центре — фигура девушки, спокойной, непринуждённой, полной уверенности. Её образ полон обаяния и внутренней теплоты, и их не могут заглушить тяжесть и бедность шахтёрской жизни.
Профессор И. А. Сикорский описывает эту картину так:

В "Шахтёрке", работа которой совершается в подземелье, независимо от признаков напряжения и весёлого ухарства, есть и печать хронического недовольства и неудовлетворения жизнью, что очень типично выражено сокращением не только мышцы радости, но и мышцы недовольства и дурного расположения духа (см.выше фиг. 122--123, на стр. 350). Вероятно, "Шахтерка" уже вступила на путь того искусственного (вино) и физического возбуждения, которое столь часто встречается на фабрике, как неизбежный спутник фабричного труда и фабричной жизни. Потухшие глаза и эта неестественная комбинация веселья извне и недовольства внутри, в соединении с ухарством и молодечеством, мало свойственным женщине, указывают на факт уже совершившегося нравственного повреждения человека.

Задорное ухарство "Шахтёрки" зависит отчасти от её жизни в мужском веселом обществе, но в нём также сказывается ослабление скромности, сдержанности, стыда, т.е. тех качеств, которые составляют непременную нравственную принадлежность женщины. Ослабление этих качеств равносильно потере девяти десятых души женщины. Всем известно, что фабрика - губительнее для души женщины, чем для мужчины.